# 新列克星敦
新列克星敦（英語：New Lexington）是美国俄亥俄州佩里县的一个村，是佩里县的县城，位于曾斯维尔西南34公里处，2010年人口普查时人口为4,731人。
1900年，有1701人住在俄亥俄州的新列克星敦市；在1910年，2,559人居住在这里。

## 历史
新列克星敦是在1817年规划的。该村以马萨诸塞州列克星敦命名。名为“新列克星敦”的邮局自1829年开始运作。